# Clinopodium odorum
Clinopodium odorum là một loài thực vật có hoa trong họ Hoa môi. Loài này được (Griseb.) Harley mô tả khoa học đầu tiên năm 2000.